# Klackberg
Klackberg är ett numera övergivet järnmalmsgruvfält i Norbergs socken, Norbergs kommun. Fältet ligger vid västra stranden av sjön Noren. Brytningen pågick i Klackberg fram till 1967. Gruvområdet ingår idag i Ekomuseum Bergslagen.

## Gruvfältet
Klackbergs gruvfält omtalas redan år 1303 som ”Stålberget”. Främst bland gruvorna märks Gröndalsgruvan och Storgruvan. De äldsta delarna av gruvfältet är Springegruvan och Solskensbergsgruvan. Malmen som bröts var en manganhaltig, kalkig svartmalm med 50% järn, 0,004 % fosfor och i allmänhet under 0,1 % svavel. De industrianläggningar som är kvar i området är från perioden 1880-1920. I "Blå grottan" kan man se hur stollgången drivits genom berget med hjälp tillmakning.

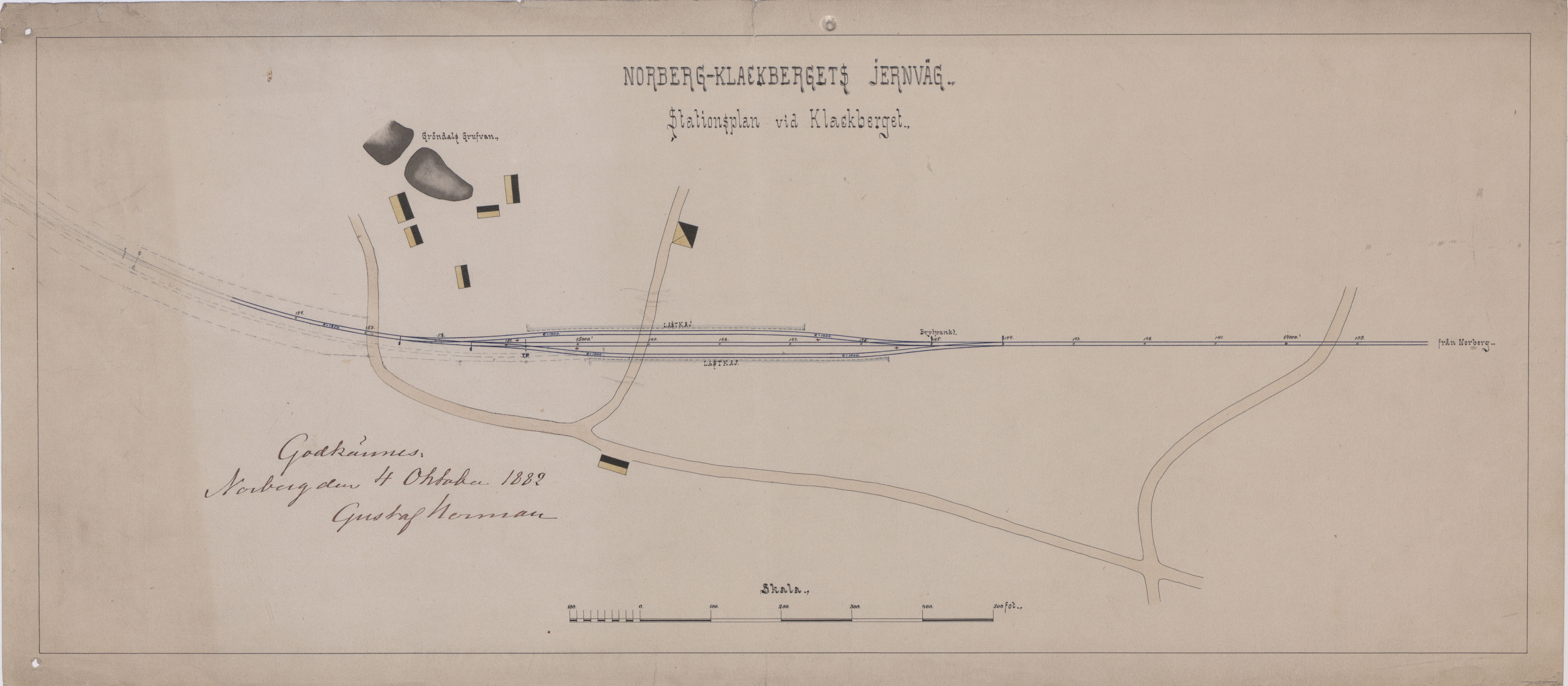
Stationsplan vid Klackberget, godkänd av Gustaf Herrman 1882-10-04.

## Bilder

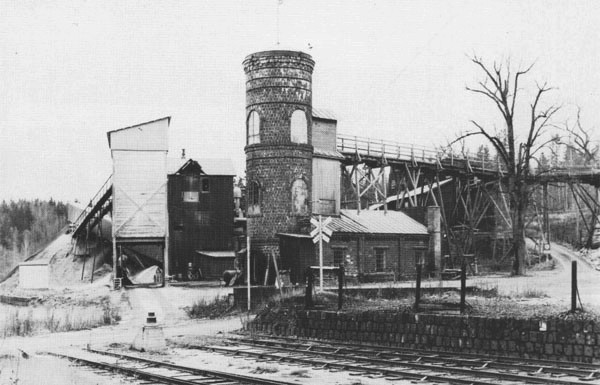
Gröndalsgruvan med laven av slaggsten på 1950-talet.
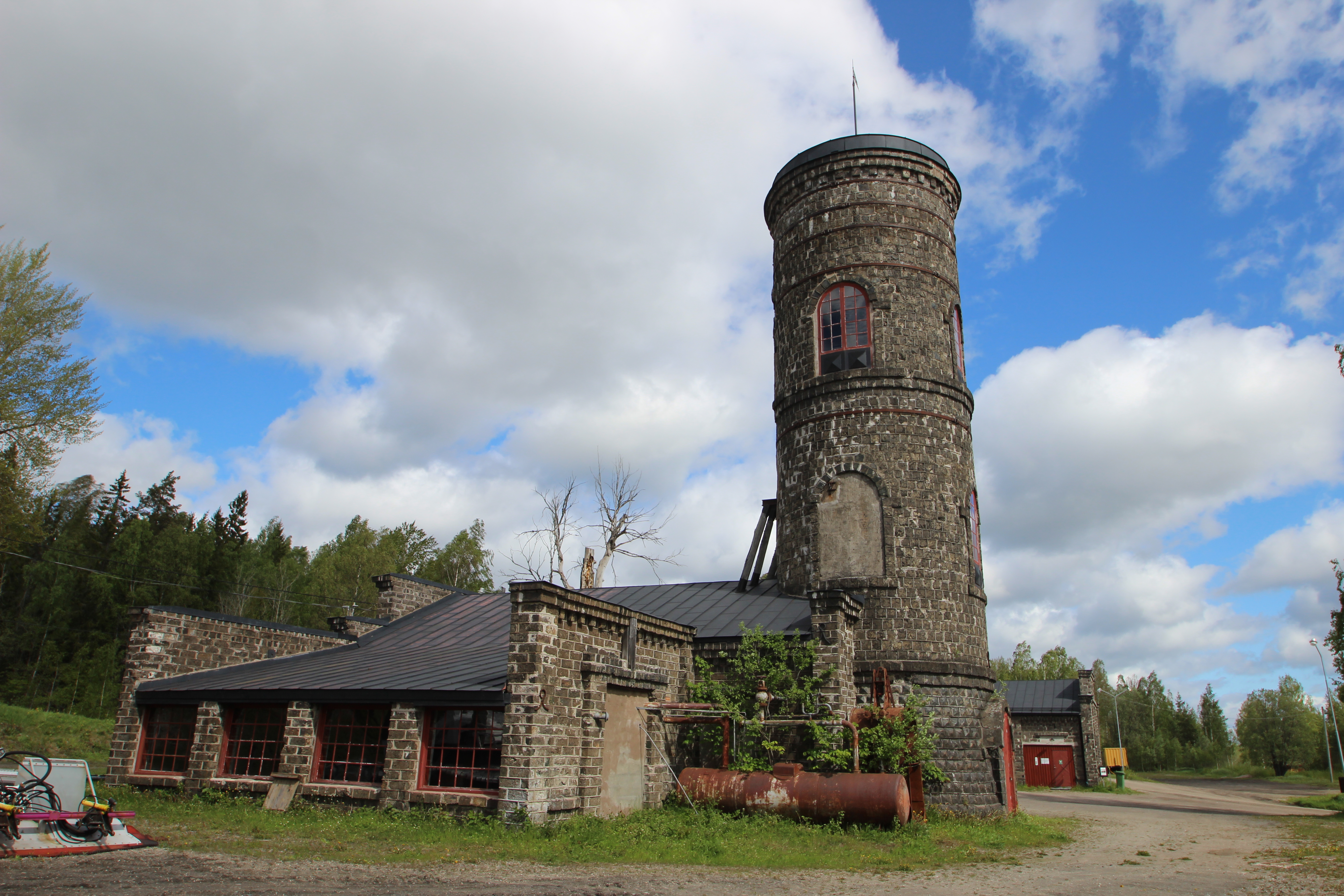
Gröndalsgruvan 2015.
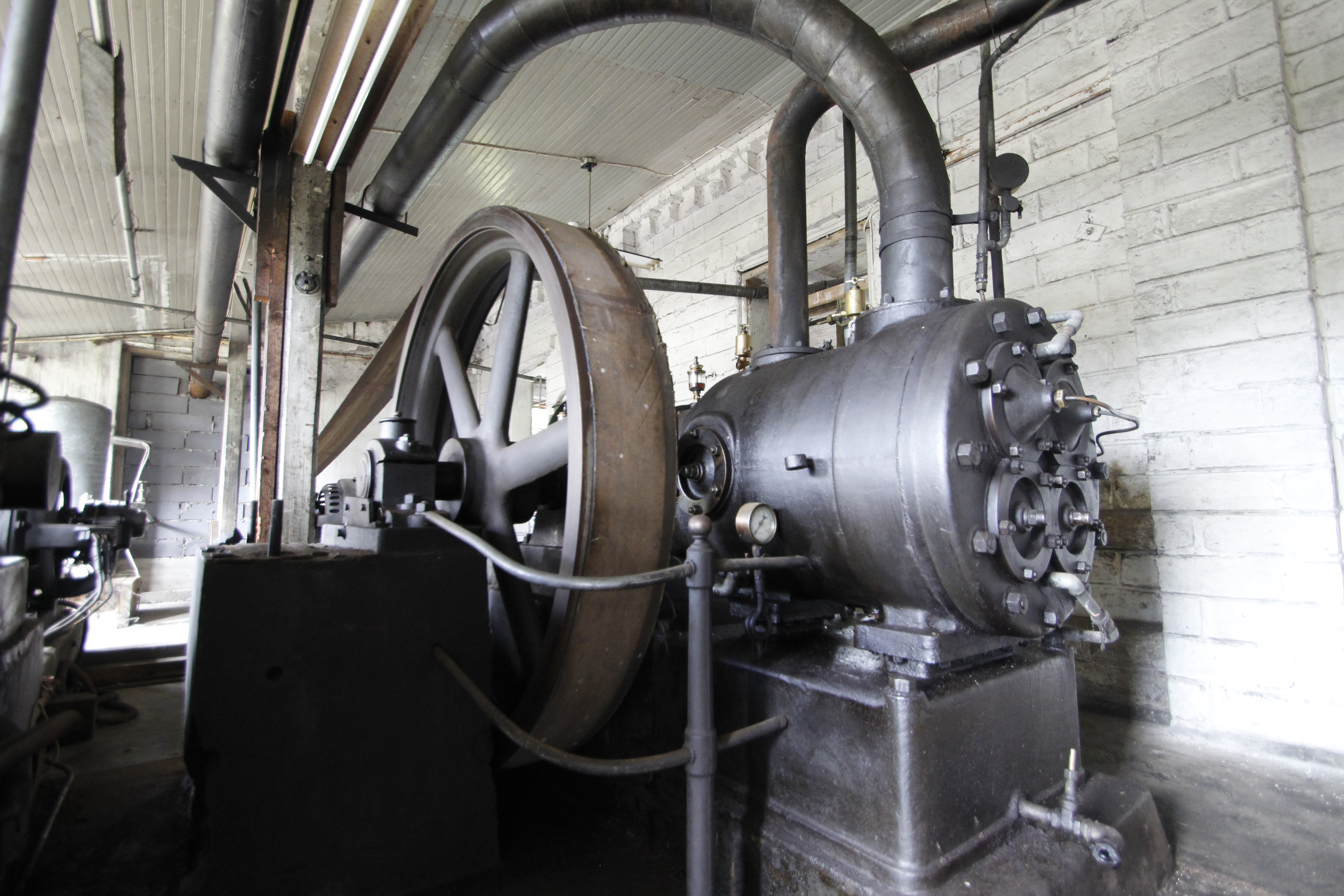
I laven finns en Atlas-kompressor från 1904 som användes för att driva gruvmaskinerna.Kompressorn är fortfarande körbar.Ljudet av Atlas-kompressorn.

## Naturreservatet
Idag utgör Klackberget ett friluftområde med vandringsleder. Här finns även Klackbergs naturreservat, som är kommunalt och cirka 800 m långt. Det omfattar dagbrottsområdet och ett kalkbrott. Huvudentré är vid Norbergs skidstadion. I reservatet finns Storgruvans och Gröndalsgruvans lavar kvar. Från uttransporten av malm finns en tunnel från 1899. Kalk bröts för att tillsättas i masugnarna och en kalkugn är bevarad. Kalkförekomsten har gynnat vissa växtarter. Orkidén rödsyssla har här sin nordligaste växtplats i Sverige och hasseln sin nordvästgräns. Några fågelarter man kan se är rödvingetrast, grönsångare och rödhake.